# Proton AG
Proton AG és una empresa tecnològica suïssa que ofereix serveis en línia centrats en la privadesa de les dades i la informació. Va ser fundada el 2014 per un grup de científics que es van reunir al CERN i van crear el servei de correu Proton Mail. L'empresa té la seu central a Ginebra. Compta amb el suport de FONGIT (la Fondation Genevoise pour l'Innovation Technologique) i la Comissió Europea.
Els principals productes de l'empresa són Proton Mail, Proton VPN, Proton Calendar i Proton Drive.

## Història
El seu principal i més conegut servei de correu va llançar en versió beta pública el 16 de maig de 2014 al CERN. L'empresa es va finançar inicialment a través d'un esforç de crowdfunding comunitari i es va incorporar inicialment com a Proton Technologies AG el juliol de 2014 i posteriorment es va escurçar el nom a Proton AG. El juny de 2017, la companyia va llançar el seu segon producte, Proton VPN, una VPN que respectava la privadesa dels seus usuaris i clients.
El 8 d'abril de 2022, Proton va adquirir la startup francesa d'àlies de correu electrònic SimpleLogin.
El 14 d'abril de 2022, Proton Technologies AG va escurçar el seu nom a Proton AG com a part del seu canvi de marca.
El 25 de maig de 2022, Proton AG va unificar els seus productes amb una única subscripció. Les interfícies d'usuari i els logotips dels seus serveis també es van renovar per tenir un disseny més coherent.

## Ubicació i seguretat
Els servidors de l'empresa es troben a Suïssa per evitar qualsevol vigilància o sol·licituds d'informació de països sota els Fourteen Eyes i/o sota lleis de vigilància governamentals com la Patriot Act dels EUA.
Suïssa té un sistema de lleis de la privacitat estricte.

## Finançament
Proton AG es va finançar inicialment mitjançant crowdfunding i ara ho fa mitjançant la seva subscripció de pagament. Tanmateix, l'empresa ha estat parcialment finançada per FONGIT.
El març de 2021, Proton va confirmar que les accions de Charles Rivers Ventures havien estat transferides a FONGIT.